# Thyene dakarensis
Thyene dakarensis là một loài nhện trong họ Salticidae.
Loài này thuộc chi Thyene. Thyene dakarensis được Lucien Berland & Millot miêu tả năm 1941.